# عنزة (صاروخ)
عنزة نظام صاروخي (بالانجليزي ANZA) عبارة عن سلسلة من أنظمة صواريخ الدفاع الجوي المحمولة (MANPADS) تم تصميمها وتصنيعها في معهد أنظمة التحكم الصناعية، روالبندي، باكستان. ويصل مدى الصواريخ المضادة للطائرات Anza MK-1 وAnza MK-2 وAnza MK-3 إلى 4 و5 و6 كيلومترات على التوالي. وتم تصنيع صواريخ Anza MKI التي يصل مداها إلى 4.2 كيلومتر، وتم تسليمها للقوات العسكرية عام 1990. ويذكر أن الصاروخ استخدم خلال أحداث كارجيل بين باكستان والهند. أسقطت باكستان طائرتين عسكريتين هنديتين، من طراز ميج 21 وميج 27، بصواريخ أنزا إم كي آي لانتهاك مجالها الجوي في 26 مايو 1999.

## انظر ايضا
- بندقية أبوس
- ميشآب (الة طب)
- كمال (ملاحة)